# Tunxis

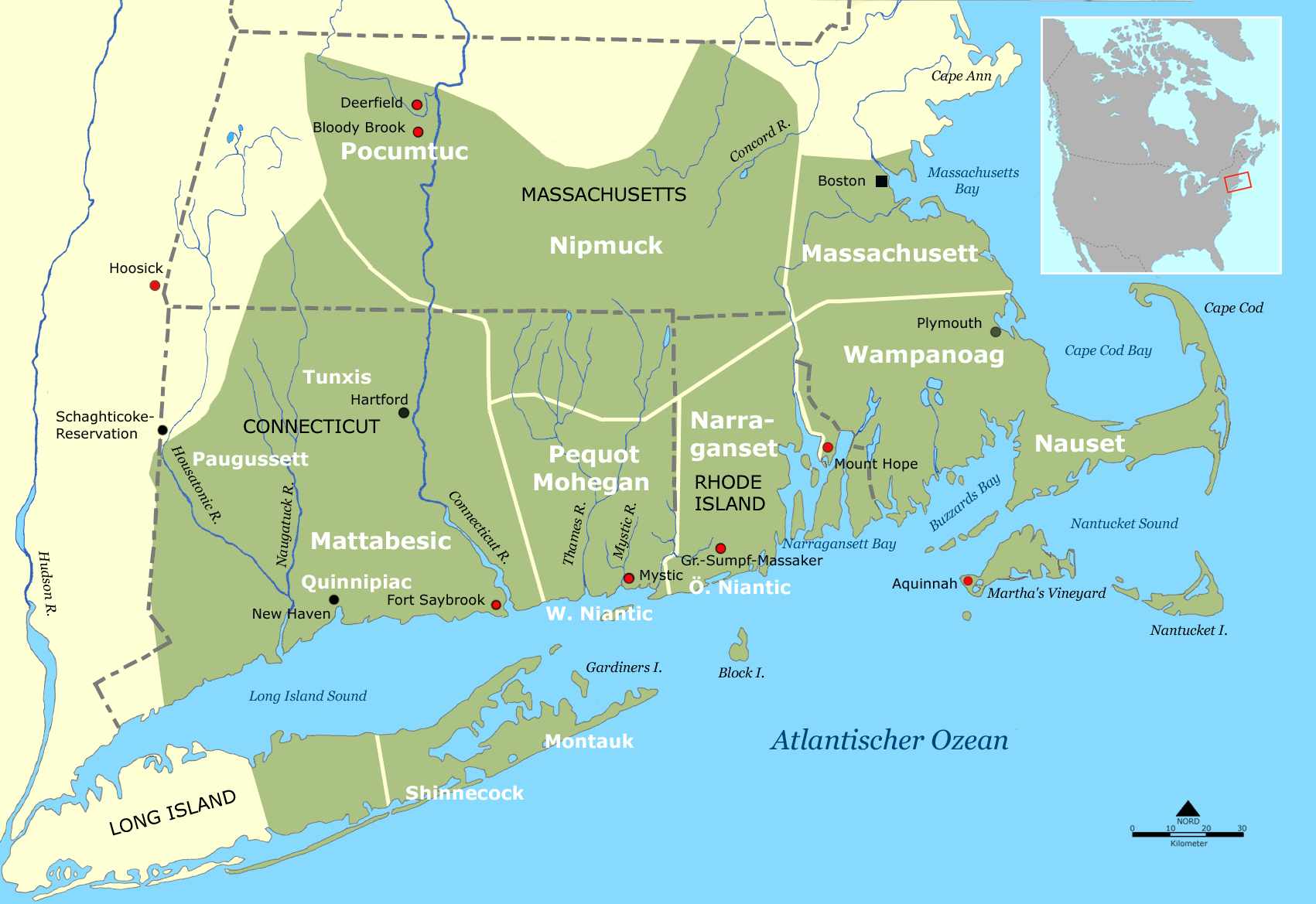
Siedlungsgebiet der Tunxis und benachbarter Stämme um 1600

Die Tunxis waren Algonkin sprechende Indianer, die im heutigen westlichen Connecticut am Farmington River westlich von Hartford lebten. Der Name bedeutet Volk von der Biegung des Flusses. Sie gehörten zu einer großen Zahl kleiner Stämme aus der Mattabesic-Gruppe im westlichen Connecticut, die von den englischen Kolonisten schon frühzeitig aus ihrem Siedlungsgebiet vertrieben wurden. Wie andere Neuengland-Stämme waren sie halbsesshaft und wanderten saisonal zwischen relativ gleichbleibenden Orten. Ihre Hauptnahrung war von Frauen angebauter Mais sowie Fisch und Wild. Sie haben heute ihre Identität als Stamm verloren.

## Geschichte

### 17. Jahrhundert
Die Beziehungen zwischen Tunxis und Engländern waren typisch für die Beziehungen zwischen Ureinwohnern und Europäern in Nordamerika. Anfangs hießen die Indianer die Neuankömmlinge willkommen, doch als die Zahl der weißen Einwanderer immer größer wurde und die Ureinwohner die merkwürdige Ansicht der Europäer über Landbesitz kennenlernten, begannen sich die Stämme gegen die Eindringlinge zu wehren. Die Europäer ihrerseits fürchteten die Indianer und betrachteten sie als lästiges Hindernis beim Besiedeln des Landes.
Die erste Aufzeichnung über die Tunxis stammt aus dem Jahre 1642, als eine Gruppe weißer Siedler aus Hartford auf der Jagd ihr Dorf am Ufer des Farmington Rivers entdeckten. Um 1650 schlossen die Engländer aus Hartford eine Vereinbarung mit den Tunxis: Für die Nutzung des Landes versprachen die Kolonisten den Tunxis Schutz vor ihren Feinden. Tatsächlich aber war dieses Abkommen ein Kaufvertrag und die Engländer glaubten ernsthaft, sie seien jetzt Besitzer des Landes. 1650 schloss man einen neuen Vertrag ab, in dem dieser Kaufvertrag bestätigt und für die Tunxis Land am östlichen Ufer des Farmington Rivers in Indian Neck reserviert wurde.
Allgemein reflektieren die historischen Überlieferungen das tiefe Misstrauen und die Furcht der Engländer vor den Ureinwohnern. Im Jahre 1654 verbot die Kolonialregierung in Connecticut den Verkauf von Alkohol an die Indianer. Händler wurden bestraft und ein Holländer, den man mehrfach beim Alkoholverkauf erwischte, kam vor Gericht und wurde aus der Kolonie verwiesen. 1666 war es den Tunxis nicht gestattet, bewaffnet in die Stadt zu kommen, wenn sie mehr als 9 Mann zählten.
Europäer nutzten diese Furcht aus, indem sie um die Allianz der Stämme warben, um konkurrierende europäische Länder aus den Kolonien zu treiben. Sowohl die Holländer, als auch Franzosen und Engländer benutzten die Ureinwohner als angsteinflößende Verbündete. Viele der Stämme waren untereinander traditionelle Feinde oder Verbündete, manchmal wechselten sie aber auch die Seiten – für die Europäer völlig unberechenbar.
Anfangs waren die Pequot die meist gefürchteten Indianer in Connecticut. Ihre Überfälle auf Farmen und Siedlungen in der Kolonie lösten 1636 den Pequot-Krieg aus, in dem viele Kolonisten aus Hartford und Farmington kämpften. Eine Anzahl anderer Stämme verbündete sich mit den Engländern gegen die Pequot und tötete viele fliehende Stammesangehörige. Man versuchte, den Stamm buchstäblich auszurotten.
Die Mohawk waren ebenfalls ein besonders kriegerischer Stamm aus dem östlichen Bundesstaat New York und eine ständige Bedrohung für die Tunxis. 1658 kam es zu einem Zwischenfall, als Stockbridge-Indianer das Tunxis-Dorf überfielen. Die Tunxis-Krieger sahen sich in der Unterzahl und flüchteten, die Tunxis-Frauen griffen jedoch den Feind überraschend von hinten an und so kamen die Tunxis doch noch zu einem Sieg.
Tunxis-Krieger überfielen im Winter 1658/59 gemeinsam mit den Pocumtuc und Narraganset die Mohegan im Südosten Connecticuts. Im King Philip’s War (1675–1676) kämpften die Tunxis auf englischer Seite.
Obwohl sie nach außen hin freundlich erschienen, waren die Beziehungen zwischen den Siedlern in Farmington und den Tunxis differenziert. Die Kolonisten drängten die Tunxis 1673, einen zusätzlichen Vertrag über neue Landverkäufe abzuschließen, nachdem sich diese darüber beschwert hatten, dass ihnen Siedler Land stehlen und sogar in Indian Neck eindringen würden. Die Verantwortlichen der Stadt Farmington wollten nicht mit den Tunxis darüber verhandeln, so dass sich der Stamm an das Parlament (engl. General Assembly) in Hartford wenden musste. Als Ergebnis ernannte die Stadt ein aus 4 Mitgliedern bestehendes Komitee, um die Beschwerde der Tunxis zu untersuchen. Am 22. Mai 1673 wurde ein neuer Vertrag unterzeichnet, in dem unter anderem den Tunxis 200 Acres (0,809 km²) in Indian Neck als Stammesbesitz zugesichert wurden. Der Stamm erhielt außerdem eine symbolische Zahlung von 3 Pfund als Zeichen des guten Willens.

### 18. Jahrhundert
Die Beziehungen zwischen den beiden Kulturen verbesserten sich im 18. Jahrhundert, jedoch nicht zugunsten der Tunxis. Diese erwarteten von den Engländern Beratung, Schutz und Führung. Es gibt Aufzeichnungen über den Handel zwischen beiden Parteien, aus denen zu ersehen ist, dass die Tunxis Mais, Tierhäute, Pelze und Talg gegen Gebrauchsgegenstände und Werkzeuge aus Eisen sowie Stoffe gehandelt haben. Andere Berichte belegen, dass im 18. Jahrhundert ein fortdauernder Verlust an indianischer Kultur und an Landbesitz in Indian Neck zu beklagen war. Einige Stammesmitglieder mussten mit ihrem Land Strafen und Schulden bezahlen. Der Stamm beschuldigte die englischen Kolonisten permanent, ihr Land in Indian Neck unerlaubt zu betreten, und weder die Stadt noch die Regierung in Hartford unternahm etwas dagegen.

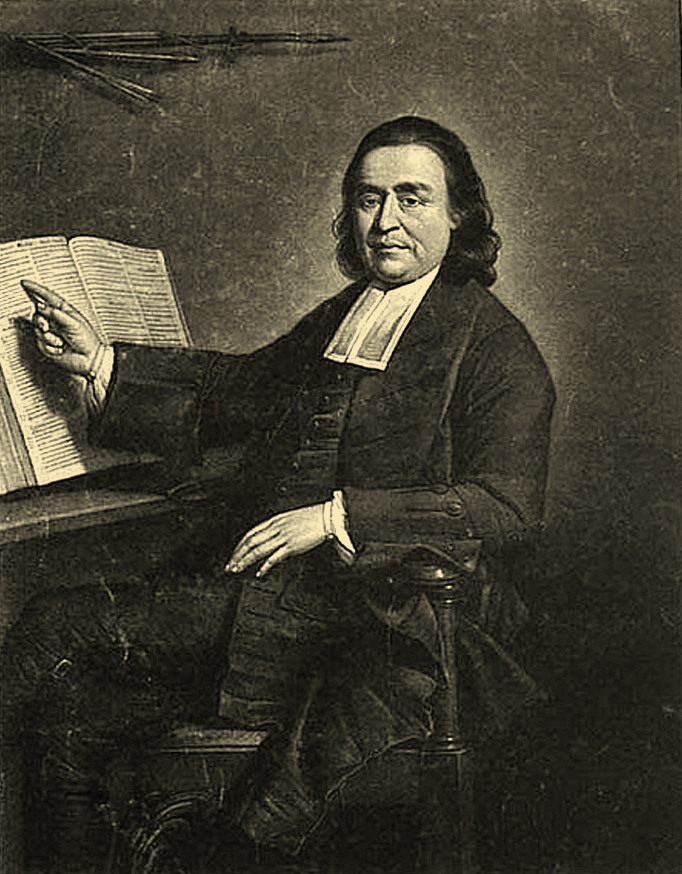
Samson Occom, Mohegan Missionar, gemalt von Mason Chamberlin (1766)

Vier Tunxis-Krieger dienten in der britischen Armee im Franzosen- und Indianerkrieg (1754–1763). Im dritten Viertel des 18. Jahrhunderts hatten die Tunxis die englische Kultur nahezu vollständig übernommen, wurden jedoch von der weißen Bevölkerung nicht akzeptiert. Die Stammesmitglieder wohnten außerhalb der Stadt und wurden weder an politischen Entscheidungen noch bei den sozialen Leistungen beteiligt. Der Plan, zu den Mohawk im Bundesstaat New York zu ziehen, wurde durch den Ausbruch des Amerikanischen Unabhängigkeitskrieges (1775–1783) zunächst verschoben. Die Mohawk kämpften in diesem Krieg auf der Seite der Briten. Im Jahr 1777 unterschrieben 31 Mitglieder des Stammes eine Petition, in der sie ihre Absicht erklärten, ihr Land zu verkaufen. Eine Kommission wurde damit beauftragt, das indianische Land unter die Stammesmitglieder aufzuteilen. Die Grundstücke wurden auf 17 Männer und 24 Frauen verteilt und zum großen Teil verkauft. Danach zogen die meisten Stammesmitglieder zu den Schaghticoke-Indianern an der Grenze zu New York, nicht zu verwechseln mit der Stadt Schaghticoke. 1785 gab es nur noch sehr wenige Tunxis in Farmington. Ein Bericht von Samson Occom, einem Mohegan-Missionar, sagt aus, dass 1785 nur noch acht Tunxis-Indianer in Indian Neck lebten.
Hier endet die Geschichte des Stammes in Farmington. Die Fortsetzung ist sicherlich die Geschichte einzelner Personen indianischer Herkunft, die in Farmington lebten, wie die Mossock Familie, die Wimpey Familie und von weiteren durch Aufzeichnungen bekannte Menschen. Die Forschung wird fortgesetzt, um etwas über das Leben dieser Menschen zu erfahren, wie auch über das Schicksal der Tunxis nach ihrem Abzug aus Connecticut.